# غاف مشابه
غاف مشابه (الاسم العلمي: Prosopis affinis)، نوعًا من الأشجار المُزهرةالمنتمية إلى فصيلة البقولية، موطنها الأرجنتين والبرازيل والباراغواي والأوروغواي. يشمل الأسماء الشائعة algarrobillo و espinillo و ibopé-morotí و ñandubay. إنهُ نبات مهدد بخسارة موئله.
إنهُ من نباتات العسل (تجرسه النحل).